# Santa Bárbara (canton)
Pour les articles homonymes, voir Santa Bárbara.
Santa Bárbara est le 4e canton de la province de Heredia au Costa Rica. Il couvre une superficie de 53,21 km2, pour une population de 29 065 habitants en l'an 2001 ,.

## Histoire
Santa Bárbara a été créée le 29 septembre 1882 par le décret 21.
Avant l'arrivée des colons espagnols, Santa Bárbara était à l'origine occupée par les Huetares (en), une tribu indigène. Le roi Huetare, Cacique Garabito, a dominé la région. Lorsque les Espagnols sont arrivés, ils appelaient à l'origine la région Churruca ou Surruco, les Huetares ont été forcés de travailler sur des haciendas espagnoles où de nombreuses cultures étaient produites, notamment le maïs, les haricots, les légumineuses, le coton, la canne à sucre et la salsepareille.
Tout en cherchant un débouché sur la mer des Caraïbes, Joaquín Mora Fernández (à ne pas confondre avec le futur président), a mené les premières explorations européennes documentées de la région. Mora Fernández a établi une base dans la zone générale du canton.
Les premières habitants de la région datent du 19 janvier 1663, lorsque Joseph Sandoval Ocampo, entre autres, reçut une concession agricole et de pâturage de la capitale Cartago.
Heredia, Barva et Alajuela, trois villes voisines, ont été peuplées et installées à la fin des années 1700. Au fur et à mesure que le commerce augmentait entre les trois villes, le canton s’est développé.

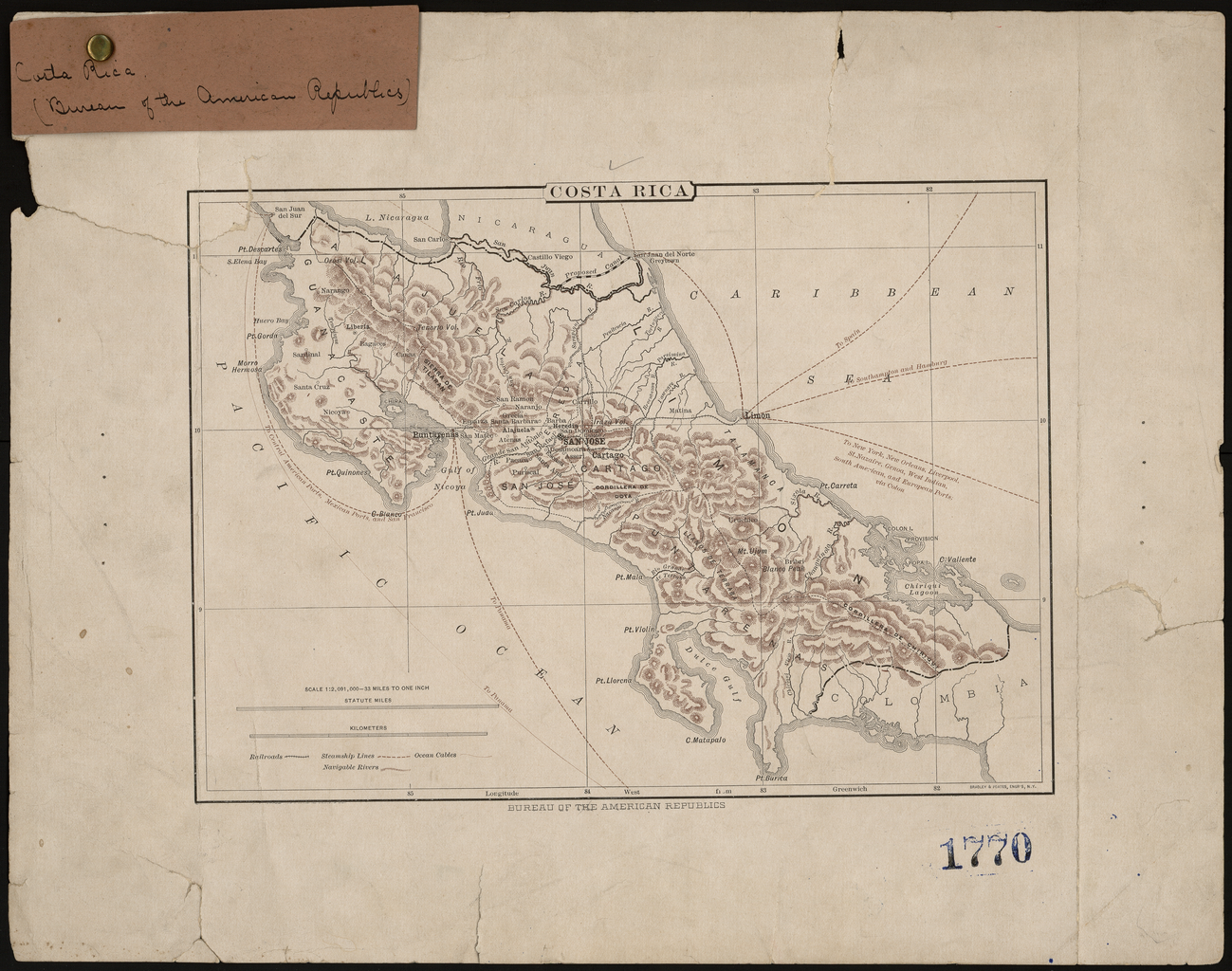
Santa Bárbara sur une carte de 1890 du Costa Rica

Au moment de la fondation d'Alajuela en 1782, le district actuel de San Pedro, qui était alors collectivement appelé Targuás ou Targuases, est mentionné. À l'époque, il y avait soixante-seize hommes et seize femmes à Targuás.
Le nom du district de San Pedro est mentionné en 1819, selon un document gouvernemental qui stipule que Juan Pablo Lara a acheté un terrain dans le district sur lequel construire une maison et une ferme.
Deux ans plus tard, Churruca (également connue sous le nom de Surruco) est mentionnée dans des documents de 1821. Churruca était le nom du canton de Santa Bárbara avant de prendre le nom actuel.
Le canton a été créé par une résolution gouvernementale du 3 octobre 1855.
La production de café a commencé à Santa Bárbara peu après 1842, le résident Víctor Aguilar a ouvert la première ferme de café du canton à «El Paso del Guayabo» («Guayabo Steps»), suivi par José Zamora dans les basses terres de la rivière Porrosati. Les premières récoltes ont été traitées à San Joaquín, et il est rapidement devenu la culture la plus importante du canton.
En 1846, il y avait quatre grands district de Santa Bárbara. Il y avait 1 500 habitants, dont 1 000 à San Pedro. En 1854, le site de la première église a été choisi au centre des quatre grandes zones. La première église aurait été située à deux bâtiments au sud de l'actuelle église Santa Bárbara.

## Géographie
Santa Bárbara couvre une superficie de 53,21 km2  L'élévation est d'environ 1 177 mètres au-dessus du niveau de la mer,.
Le canton allongé commence à mi-chemin entre les villes d'Alajuela et Heredia, là où le fleuve Segundo marque sa limite sud. Il monte à travers les contreforts vers le nord jusqu'à la rivière Desengaño, dans la Cordillère centrale (chaîne de montagnes centrale).

## Géologie
Le cantón de Santa Bárbara est construit en grande partie en roche volcanique de la période holocène de l'ère cénozoïque . Le système fluvial de Santa Bárbara s'écoule généralement vers l'océan Pacifique via le bassin fluvial de la Grande de Tárcoles . Le cantón de Santa Bárbara fait partie de la plus grande région géomorphique d'Origène Volcánico, comprenant les sous-unités du volcan Barva et du Relleno Volcánico de la vallée centrale.

## Districts

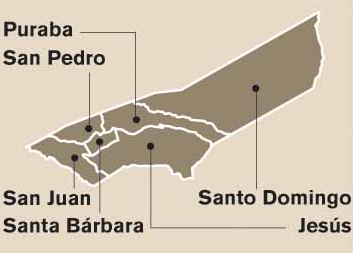
Districts de Santa Bárbara

Le canton de Santa Bárbara est subdivisé en districts suivants
1. Santa Bárbara
2. Purabá
3. San Pedro
4. San Juan
5. Jesús
6. Santo Domingo

## Démographie
Pour le Recensement 2011, Santa Bárbara comptait une population de 36 243 habitants
| 1864  | 1883 | 1892 | 1927 | 1950 | 1963 | 1973  | 1984  | 2000  | 2011  |
| ----- | ---- | ---- | ---- | ---- | ---- | ----- | ----- | ----- | ----- |
| 1 762 | 2449 | 2845 | 3997 | 5044 | 8127 | 10738 | 16643 | 29181 | 36243 |

Jesús était le District le plus peuplé avec 8 791 habitants. 58% de la population vivaient dans des zones marquées comme rurales, tandis que 42% vivaient dans des zones urbaines. 15% des résidents à la recherche d'un emploi étaient au chômage, tandis que 68% des résidents travaillaient dans l'agriculture.
La croissance démographique a mis à rude épreuve les infrastructures, telles que la qualité des routes:17. Si sa croissance démographique se poursuit, le canton devrait avoir une population de 41 725 habitants en 2030.
Le canton a l'un des niveaux de vie les plus élevés du pays, tel que déterminé par l' indice de développement humain.
Selon les Nations unies, Santa Bárbara a un taux d'alphabétisation de 98,4. 100% des enfants d'âge primaire et 74,8% des enfants d'âge secondaire sont inscrits à l'école.

## Éducation
Dans le canton, il existe quinze écoles primaires publiques et trois écoles élémentaires privées. Il existe trois lycées, dont Liceo de Santa Bárbara et Liceo el Roble. Le lycée, Liceo de Santa Bárbara, a été créé en 1973 en utilisant les installations de Juan Mora Fernández, mais il a ensuite déplacé à 800 mètres de la place centrale.

## Sports

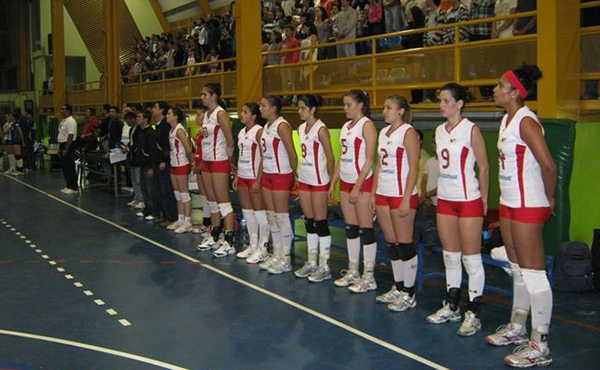
Association sportive de volley-ball de Santa Bárbara (ASBAVOL), 2011, avant le match contre l'Universidad de Costa Rica

### Volley-ball
Le canton abrite l'Asociación Deportiva Barbareña de Voleibol (ASBAVOL) (Association sportive de volleyball de Santa Bárbara), l'un des clubs de volleyball les plus prospères du pays. ASBAVOL a été fondé en 1992 par l'ancien footballeur Julio Alfaro. Depuis 2005, l'équipe d'association de première division de l'ASBAVOL a remporté le championnat national à cinq reprises (2005, 2007, 2008, 2009 et 2010), ainsi que huit médailles d'or aux Juegos Deportivos Nacionales (Jeux sportifs nationaux) (2002, 2004, 2007, 2008, 2011, 2012, 2013, 2014),. L'équipe étudiante d'ASBAVOL a remporté la médaille d'or aux Juegos Deportivos Estudiantiles (Jeux sportifs nationaux des étudiants) 13 fois depuis 1996 (1996, 1997, 1998, 2002, 2003, 2004, 2006, 2007, 2008, 2009, 2010, 2011, 2012 et 2013) ) et deux fois aux Juegos Deportivos Estudiantiles Centroamericanos (Jeux sportifs des étudiants d'Amérique centrale) en 2010 et 2013. En outre, ASBOVAL a aligné des équipes de championnat dans d'autres divisions de jeunes. Les joueuses d'ASBAVOL jouent régulièrement pour l' Équipe du Costa Rica féminine de volley-ball . La salle de sport d'El Liceo de Santa Bárbara accueille de nombreux matchs de volley-ball.

### Football
À partir de 1943, le Club Sport Barbareño a représenté Santa Bárbara dans la première division de la ligue nationale de football. L'équipe a changé son nom en Asociación Deportiva Barbareña (Association sportive de Bárbara) en 1984. L'équipe joue au sein du championnat du Costa Rica de football . Entre 1962 et 1975, c'était une équipe de troisième division. Entre 1975 et 1981, ainsi que 1993 et 1997, c'était une équipe de deuxième division. Entre 1997 et 2004, c'était une équipe de première division. En 2004, l'équipe a été vendue et transférée à Puntarenas, devenant le Puntarenas FC . Il évolue actuellement en troisième division au stade Carlos Alvarado Villalobos de Santa Bárbara, qui accueille 1 500 spectateurs.
Une autre équipe de la municipalité était le Deportivo Machado FC Bien qu'ils aient été rivaux des années 1950 aux années 1970, Asociación Deportiva Barbareña a absorbé les joueurs de Machado lorsque l'équipe s'est repliée au milieu des années 1980.